# X Development LLC
X Development LLC, voorheen Google X of Google[x], is een semi-geheime ontwikkelingsinstelling opgericht door Google Inc. en sinds oktober 2015 een dochteronderneming van Alphabet Inc.. Google Life Sciences, een voormalige divisie van X werd sinds de oprichting direct een onafhankelijke dochteronderneming van Alphabet Inc. Werk in het lab wordt gecontroleerd door Sergey Brin, terwijl wetenschapper en ondernemer Astro Teller gaat over de dag-tot-dag activiteiten binnen het lab. X startte in 2010 met de ontwikkeling van een zelfrijdende auto. Begin januari 2016 werd de naam Google X verkort tot X.

## Moonshot
Projecten van X worden vaak aangeduid als zogenaamde moonshots. Een moonshot is een ambitieus, verkennend en baanbrekend project binnen de tech wereld, waarvan er bij de uitvoering nog geen enige verwachting is van winstgevendheid of voordelen op de korte termijn. Bij dit type projecten gaat er dan ook geen onderzoek naar de potentiële risico's of voordelen vooraf. Terwijl X-projecten vaak aangeduid worden als moonshots, hoeft een moonshot niet deel uit te maken van X. Zo wordt Calico, Googles levensverlengingsproject, beschouwd als een moonshot maar maakt het geen deel uit van X.

## Projecten
In medio 2014 onthulde Google dat er destijds acht projecten in ontwikkeling waren. Met ingang van eind 2014 bestaat de lijst uit de volgende projecten:

### Zelfrijdende auto
De Google Driverless Car is een project van Google dat zich richt op het ontwikkelen van technologie voor onbemande auto's. Het project werd geleid door Google ingenieur Sebastian Thrun, directeur van de Stanford Artificial Intelligence Laboratory en mede-uitvinder van Google Street View. Thrun's team bij Stanford creëerde het robot voertuig Stanley, die de 2005 DARPA Grand Challenge en de $ 2.000.000 prijs won van het Amerikaanse ministerie van Defensie. Het team van de ontwikkeling van het systeem bestond uit 15 Google ingenieurs, waaronder Chris Urmson, Mike Montemerlo en Anthony Levandowski, die op de DARPA Grand en Urban Challenges hadden gewerkt. In augustus 2012 maakte het team bekend dat het de 300.000 mijl ongeluk-vrij had bereikt. Daarbij maakte Google tevens bekend dat het voortaan met één in plaats van twee bestuurders gaat rijden.

### Project Wing
Project Wing is een project met het doel om snel producten te leveren in een stad met behulp van vliegende voertuigen, vergelijkbaar met het Amazon Prime Air concept. Op het moment van de aankondiging op 28 augustus 2014 was het al twee jaar geheim in ontwikkeling. De vliegende voertuigen stijgen verticaal op en draaien dan in de richting van de bestemming om er vervolgens naartoe te vliegen. Voor de levering blijft het voertuig stil zweven en laat het het pakketje naar beneden zakken. Aan het einde detecteert een bundeltje elektronica of het pakketje de grond heeft geraakt en laat het het pakketje los. Laten vallen van de lading of een landing van het voertuig bleek onhaalbaar te zijn, omdat er dan een gevaar voor de gebruikers zou ontstaan.

### Project Glass
Project Glass is een onderzoeks- en ontwikkelingsprogramma door Google om een augmented reality head-mounted display (HMD) te ontwikkelen. Het beoogde doel van het project zou het hands-free weergeven van informatie die momenteel beschikbaar is voor de meeste smartphone-gebruikers zijn, rekening houdend met de interactie met het internet via gesproken commando's.

### Project Loon
Project Loon is een project met het doel om toegang tot internet voor iedereen mogelijk te maken door het creëren van een WiFi-netwerk met vliegende ballonnen door de stratosfeer. Het project focust zich vooral op gebieden waar internet niet toegankelijk is en mensen behoefte hebben aan hulp.

### Project Mineral
Project Mineral is een project om nieuwe technologieën te ontwikkelen. Om een duurzamer, veerkrachtiger en productiever voedselsysteem op te bouwen. Een van hun eerste prototypes was een soort omgebouwde fiets. Tot hun huidige prototype uitgerust met zonnepanelen, GPS, camera's en andere sensoren.

## Overnames
Google heeft in de loop van de tijd een aantal bedrijven overgenomen en samengevoegd binnen X. Deze omvatten Makani Power, Redwood Robotics, Meka Robotics, Boston Dynamics, Gecko Design en Jetpac. Dit zijn bedrijven die een breed scala aan vaardigheden, waaronder windturbines, robotica, kunstmatige intelligentie, humanoïde robots, robotarmen, en computer vision bevatten. Met ingang van 2015 heeft X 14 bedrijven overgenomen.